# Bulgaarse parlementsverkiezingen 1949

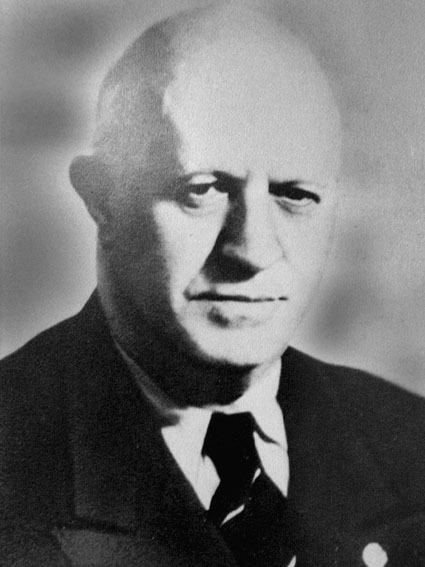
Leider van de communistische partij Vasil Kolarov (1877-1950), premier van 1949 tot 1950

De Bulgaarse parlementsverkiezingen van 1949 waren op basis van een eenheidslijst van het door de communisten gedomineerde Vaderlands Front en vonden plaats op 18 december 1949.

## Uitslag
| Partij                                                  | Stemmen   | %       | Zetels    |
| ------------------------------------------------------- | --------- | ------- | --------- |
| Vaderlands Front (BKP, BZNS, onafhankelijke kandidaten) | 4.588.996 | 99,98%  | 241 / 241 |
| Tegen                                                   | 980       | 0,02    | 0 / 241   |
| Totaal                                                  | 4.589.976 | 100,00% | 241       |
|                                                         |           |         |           |
| Geldige stemmen                                         | 4.589.976 | 97,66%  |           |
| Blanco/ ongeldige stemmen                               | 109.963   | 2,34%   |           |
| Totaal uitgebrachte stemmen                             | 4.699.939 | 100,00% |           |
| Geregistreerde kiezers/ opkomst                         | 4.751.849 | 98,91%  |           |
| Bron: Nohlen & Stöver                                   |           |         |           |